# Coupe du monde de marche 1979
Navigation
Milton Keynes 1977 Valence 1981
La 9e édition de la Coupe du monde de marche s'est déroulée les 29 et 30 septembre 1979 dans les rues de Eschborn, en République fédérale d'Allemagne.

## Tableau des médailles
| Rang | Nation             | Or | Argent | Bronze | Total |
| ---- | ------------------ | -- | ------ | ------ | ----- |
| 1    | Mexique            | 3  | 1      | 0      | 4     |
| 2    | Royaume-Uni        | 2  | 1      | 0      | 3     |
| 3    | Union soviétique   | 0  | 2      | 2      | 4     |
| 4    | Suède              | 0  | 1      | 0      | 1     |
| 5    | Norvège            | 0  | 0      | 2      | 2     |
| 6    | Allemagne de l'Est | 0  | 0      | 1      | 1     |
|      | Total              | 5  | 5      | 5      | 15    |

## Podiums

### Hommes
| Épreuve                             | Or                                      | Argent                                          | Bronze                                              |
| ----------------------------------- | --------------------------------------- | ----------------------------------------------- | --------------------------------------------------- |
| 20 km                               | Daniel Bautista Mexique 1 h 18 min 49 s | Boris Yakovlev Union soviétique 1 h 19 min 46 s | Mykola Vynnychenko Union soviétique 1 h 20 min 05 s |
| 50 km                               | Martín Bermúdez Mexique 3 h 43 min 36 s | Enrique Vera Ibanez Mexique 3 h 43 min 59 s     | Viktor Dorovskikh Union soviétique 3 h 45 min 51 s  |
| Lugano Trophy - Combiné par équipes | Mexique 240 pts                         | Union soviétique 235 pts                        | Allemagne de l'Est 201 pts                          |

### Femmes
| Épreuve                          | Or                                    | Argent                              | Bronze                             |
| -------------------------------- | ------------------------------------- | ----------------------------------- | ---------------------------------- |
| 10 km                            | Marion Fawkes Royaume-Uni 22 min 51 s | Carol Tyson Royaume-Uni 23 min 17 s | Thorill Gylder Norvège 23 min 08 s |
| Eschborn Cup - 10 km par équipes | Royaume-Uni 85 pts                    | Suède 74 pts                        | Norvège 69 pts                     |